# Епистима
Еписти́ма, Епистими́я; прост. Епистиме́я, Пистиме́я, Писти́ма, Писти́на — женское имя греческого происхождения (греч. ἐπιστήμη «знание»).

## История имени
В православную культуру Древней Руси имя входит в домонгольскую эпоху, когда появляется «Житие Галактиона и Епистимы» («Житие Галактиона и Епистимии») — перевод раннехристианского жития, включённого в «Минеи» Симеона Метафраста и в «Менологий» Василия II Македонянина. Позже этот назидательный рассказ вошёл в состав древнерусского Пролога под 5 ноября; а в XVI веке он был включён в «Великие Минеи-Четьи» митрополита Макария. Память мученицы Епистимы, вместе с Галактионом, отмечается 18 ноября.
Вплоть до начала XIX века именем Епистима (Епистимия) нарекали при рождении и крещении. Так, мать генерала русской, а потом Советской армии Алексея Ивановича Готовцева (1883–1969) звали Епистимия Петровна. Героиню рассказа Остапа Вишни «Дела, дела…», действие которого происходит в послевоенное время, зовут Пистина Фёдоровна. В дальнейшем употребление имени Епистима ограничивается кругом тех, кто принимает его при пострижении в монахини в память раннехристианской мученицы.
Широкую известность в советское время имя Епистима в его просторечном варианте Пистимея получило благодаря сериалу «Тени исчезают в полдень», в котором актриса Александра Завьялова сыграла роль Пистимеи Макаровны Морозовой.